# Appellationsgericht Greifswald
Das Appellationsgericht Greifswald war zwischen 1849 und 1879 ein preußisches Appellationsgericht mit Sitz in Greifswald.

## Geschichte
In Greifswald bestand bis das Hofgericht Greifswald als Oberlandesgericht. Die "Verordnung über die Aufhebung der Privatgerichtsbarkeit und des eximierten Gerichtsstandes sowie über die anderweitige Organisation der Gerichte" vom 2. Januar 1849 hob die Patrimonialgerichtsbarkeit auf. Gleichzeitig wurde das Appellationsgericht Greifswald geschaffen. Dem Appellationsgericht Greifswald waren die Kreisgerichte nachgelagert, die grundsätzlich je Landkreis eingerichtet wurden. Dem Appellationsgericht Greifswald war das Oberappellationsgericht Berlin übergeordnet.
Mit den Reichsjustizgesetzen wurden die Gerichte im Deutschen Reich vereinheitlicht. Das Appellationsgericht Greifswald wurde 1879 aufgehoben. Neu eingerichtet wurde nun das Landgericht Greifswald im Bezirk des Oberlandesgerichtes Stettin.

## Sprengel
Der Sprengel des Appellationsgerichtes Greifswald umfasste den Regierungsbezirk Stralsund und die Vorstadt Anclamer Peendamm. Es bestanden dort drei Kreisgerichte in zwei Schwurgerichtsbezirken.
| Kreisgericht            | Sitz       | Schwurgerichtsbezirk | Gerichtskommissionen                                          |
| ----------------------- | ---------- | -------------------- | ------------------------------------------------------------- |
| Kreisgericht Bergen     | Bergen     | Stralsund            |                                                               |
| Kreisgericht Greifswald | Greifswald | Greifswald           | Gerichtskommissionen in Grimmen, Lassan, Loitz, Wolgast       |
| Kreisgericht Stralsund  | Stralsund  | Stralsund            | Gerichtskommissionen in Barth, Damgarten, Franzburg, Tribsees |

## Richter
- Franz August Alexander Förster (1858–1874)[2]
- Friedrich Rassow (1868–1875)
- Hermann Kühne (1875–1879 Präsident)